# التبسيطية (اتصالات تقنية)
التبسيطية (الحدنوية أو التقليلية) (بالإنجليزية: Minimalism)‏ وهو أسلوب في الكتابة المهيكلة ابتكرها العالم جون ميلر كارول، تدعو إلى التقليل من تداخل المعلومات مع المحافظة على المعنى المستخدم.
يقول كارول أن مواد التدريب يجب أن يتم بناؤها من مهام محددة قصيرة (short task-oriented chunks)، ولا يجب أن تكون مطولة، كما أن أدلة المستخدم يجب أن تكون متجانسة وأن تفسر بطريقة تبتعد عن السرد الطويل.

## المصطلح في العربي
هناك عدة تعريبات للمصطلح، التبسيطية أو التقليلية، أو الحدنوية، والأخير منحوت من الأحد الأدنى، وهو المعنى الحرفي للمقطع الأول minimal. ويرجح استخدم المصطلح الأخير لتناسبه مع المعنى للكلمة الإنجليزية. 